# シャルル・ビュラン
シャルル・ビュラン（Charles Buland、1837年4月9日 - 1871年4月12日）は、フランス陸軍の軍人で幕末から明治にかけて横浜仏語伝習所の教官を務めた。

## 経歴
1837年4月9日、パリに生まれる。文科系のバカロレアを取得後、1858年4月21日にフランス陸軍に入り、驃騎兵部隊に配属される。1863年11月17日、コーチシナ遠征部隊に加わる。コーチシナ滞在中に、既に日本語を学んでいた。1864年7月24日に日本行きの命令が下りコーチシナから出帆、1864年8月22日（元治元年7月21日）に横浜に到着した。横浜では騎兵隊から出向の身分で、フランス公使館の護衛に就いた。レオン・ロッシュ公使付の護衛隊長であったという。
1865年4月1日（元治2年3月6日）、幕府陸軍士官のフランス語教育のために横浜仏語伝習所が開設されると、メルメ・カションを補佐するフランス語教師として採用された。横浜の語学所でのビュランの授業は大変厳しいものだったが、その熱意はロッシュから賞賛されている。
1867年1月12日（慶応2年12月8日）にフランス軍事顧問団が来日すると、ビュランはその一員となることを希望したが、実現はしなかった。戊辰戦争勃発後、ジュール・ブリュネらが顧問団を脱走し、榎本武揚らの蝦夷共和国に合流するが、ビュランは横浜にあって連絡役として協力していた。
1869年（明治2年）、明治政府は自然廃校状態にあった横浜仏語伝習所を再開したが、ビュランは教師として再度雇用された。さらに翌年大坂に陸軍兵学寮が設立されると、そこに移ってフランス語を教えることになった。兵学寮での契約は5年であったが、その直後に少尉昇任による帰国命令が下る。これは本人も、在日本フランス公使館も日本側もかなり抵抗したが、普仏戦争が始まったこともあり、ビュランの帰国は確定した。明治政府は急遽大坂兵学寮の生徒10人の引率をビュランに依頼した。
県費留学生3人も加わり13人の留学生を引率したビュランは、1870年11月27日（明治3年閏10月5日）に横浜を出発。1871年1月18日にマルセイユに到着したが、その直後に病を得、同年4月12日に34歳で死去した。

## 参考
- 明治大坂兵學寮佛國留學生史研究会篇「日仏交流黎明期の解明　大坂兵學寮第一期留學生とフランス語教師シャルル・ビュランの足跡と行績」
- クリスチャン・ポラック著、「シャルル・ビュラン、函館につかの間の共和国を樹立したフランス人反乱兵の連絡役」、在日フランス商工会議所、FRANCE JAPON ECO（フランスジャポンエコー）2009年1月25日発売号 (No.117)